# Björnsjön (Burseryds socken, Småland)
Björnsjön är en sjö i Gislaveds kommun i Småland och ingår i Nissans huvudavrinningsområde.